# Blasloch (Geologie)

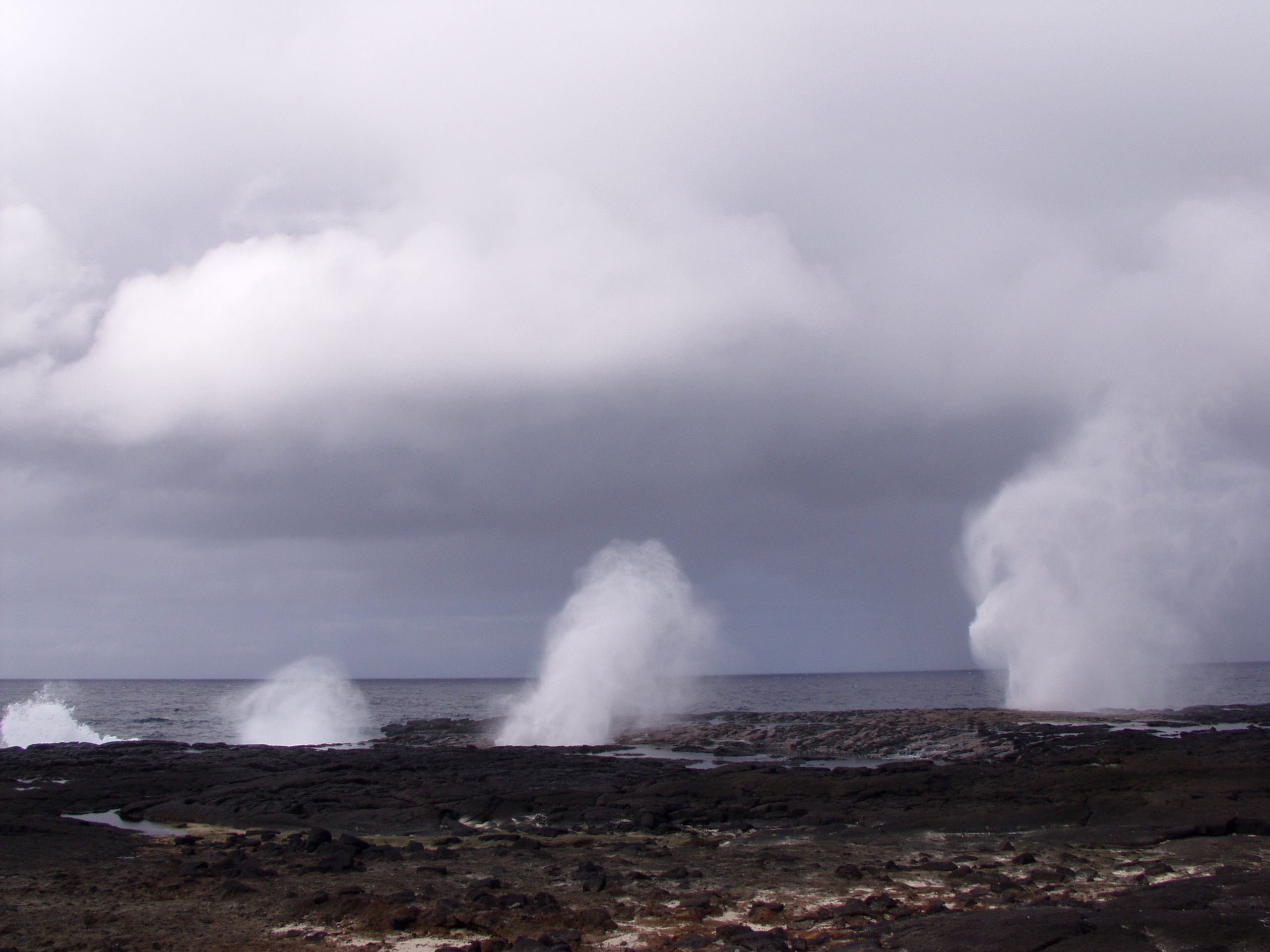
Die Alofaaga Blowholes

Meeresbasiertes Blasloch

Ein Blasloch (englisch Gloup, von altnord. Gluppa für „Blasloch“) auch Brandungsgeysir, ist eine enge Öffnung am Ende einer Meereshöhle, die über die Höhlendecke hinauf ins Freie reicht. Wenn eine Brandungswelle auf die Mündung der Höhle trifft, wird sie durch die Höhlenwände, wie in einem Trichter, zur oberirdischen Öffnung geführt. Bei geeigneter Geometrie der Höhle und den richtigen Wetterbedingungen kann das zu erheblichen Wasserfontänen führen.

## Blaslöcher in Landhöhlen

Landbasiertes Blasloch

Die Bezeichnung Blasloch wird auch für ein seltenes geologisches Phänomen verwendet, bei dem durch die Druckdifferenz zwischen einem abgeschlossenen Höhlensystem und der Umgebung die Luft durch ein kleines Loch an der Oberfläche herausgeblasen oder eingesaugt wird. Zu den bekanntesten Blaslöchern dieser Art zählen die Blowholes bei Flagstaff in Arizona. Schätzung gehen von einem Höhlensystem mit einem Volumen von mindestens 200 Mio. m³ aus, das mit den Löchern verbunden ist. Die Windgeschwindigkeiten können 13,4 m/s erreichen.
Die Ryedale Windypits sind Karst-Höhlen am Rand der North York Moors im North York Moors National Park in North Yorkshire in England.

## Bekannte Blaslöcher auf verschiedenen Kontinenten
- In Europa finden sich Blaslöcher sind vor allem an den Küsten der Britischen Inseln. Im dortigen Kalkstein gebildete Blaslöcher finden sich zum Beispiel im Cave Hole auf der Isle of Portland, in der Monks cave von Aberystwyth in Wales, in der Smoo Cave (Highlands) und an der Küste der Orkney (Gloup of Deerness, Gloup of Stroma), Vat of Kirbuster Stronsay, sowie auf den Shetlandinseln (Gloup of Yell).
- Das Kiama Blowhole bei Kiama in New South Wales in Australien ist wahrscheinlich das größte Blasloch der Welt.
- Asien: In Oman finden sich am Strand von Mughsail, ca. 20 km westlich von Salala, eine Reihe von Blaslöchern. Abhängig von den Gezeiten und dem Wellengang schießen dort Meerwasserfontänen im regelmäßigen Abstand aus dem Boden. Am aktivsten sind die Blaslöcher während des Charifs.
- In Neuseeland finden sich Blowholes beispielsweise bei den sogenannten Pancake Rocks.
- Auf der Karibikinsel Guadeloupe befindet sich im nördlichsten Teil auf einer Landzunge das Blowhole Le Souffleur.

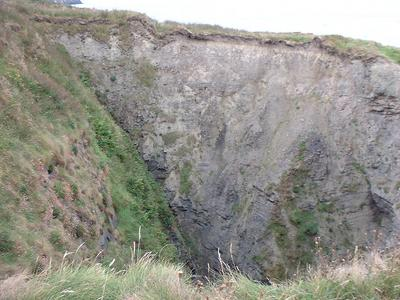
Das Blowhole der Monks’ Cave bei Aberystwyth in Wales
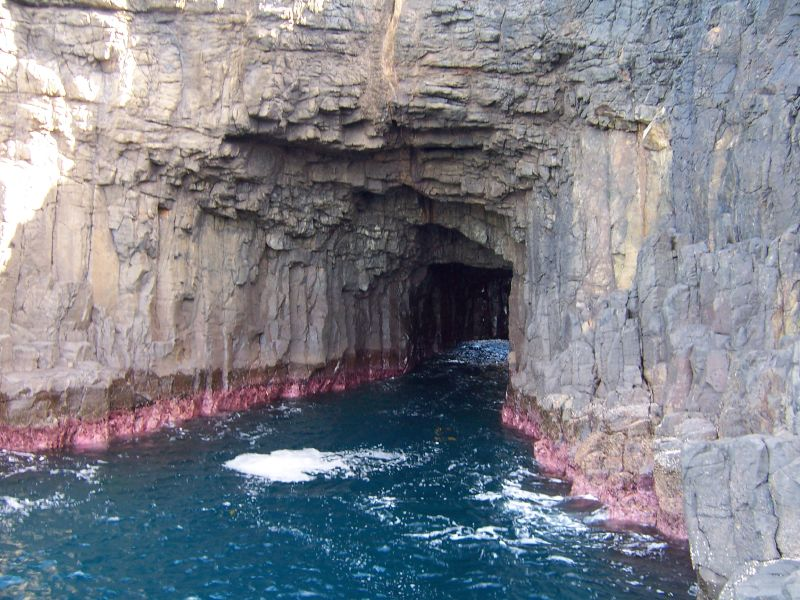
Meerseitiger Zugang zur Höhle des Kiama Blowhole
- Film eines Blasloches bei Nakalele Point auf Maui, Hawaii
- Pointe du Souffleur, Le Souffleur in Anse-Bertrand